# Keratella intermedia
Keratella intermedia is een raderdiertjessoort uit de familie Brachionidae. De wetenschappelijke naam van deze soort is voor het eerst geldig gepubliceerd in 1885 door Imhof.